# Chepy
Chepy és un municipi francès, situat al departament del Marne i a la regió del Gran Est. L'any 2007 tenia 379 habitants.

## Demografia

### Població
El 2007 la població de fet de Chepy era de 379 persones. Hi havia 146 famílies, de les quals 24 eren unipersonals (8 homes vivint sols i 16 dones vivint soles), 63 parelles sense fills, 55 parelles amb fills i 4 famílies monoparentals amb fills.
La població ha evolucionat segons el següent gràfic:
Habitants censats

### Habitatges
El 2007 hi havia 157 habitatges, 147 eren l'habitatge principal de la família, 1 era una segona residència i 9 estaven desocupats. Tots els 156 habitatges eren cases. Dels 147 habitatges principals, 135 estaven ocupats pels seus propietaris, 9 estaven llogats i ocupats pels llogaters i 3 estaven cedits a títol gratuït; 4 tenien dues cambres, 6 en tenien tres, 38 en tenien quatre i 99 en tenien cinc o més. 123 habitatges disposaven pel capbaix d'una plaça de pàrquing. A 49 habitatges hi havia un automòbil i a 94 n'hi havia dos o més.

### Piràmide de població
La piràmide de població per edats i sexe el 2009 era:
| Homes | Edats   | Dones |
| ----- | ------- | ----- |
| 0     | 95 o +  | 0     |
| 0     | 90 a 94 | 0     |
| 0     | 85 a 89 | 4     |
| 0     | 80 a 84 | 0     |
| 4     | 75 a 79 | 4     |
| 12    | 70 a 74 | 8     |
| 8     | 65 a 69 | 4     |
| 8     | 60 a 64 | 16    |
| 8     | 55 a 59 | 8     |
| 12    | 50 a 54 | 16    |
| 16    | 45 a 49 | 4     |
| 4     | 40 a 44 | 16    |
| 24    | 35 a 39 | 16    |
| 12    | 30 a 34 | 12    |
| 8     | 25 a 29 | 16    |
| 8     | 20 a 24 | 0     |
| 16    | 15 a 19 | 8     |
| 20    | 10 a 14 | 8     |
| 8     | 5 a 9   | 8     |
| 8     | 0 a 4   | 12    |

## Economia
El 2007 la població en edat de treballar era de 246 persones, 180 eren actives i 66 eren inactives. De les 180 persones actives 174 estaven ocupades (85 homes i 89 dones) i 6 estaven aturades (5 homes i 1 dona). De les 66 persones inactives 31 estaven jubilades, 18 estaven estudiant i 17 estaven classificades com a «altres inactius».

### Ingressos
El 2009 a Chepy hi havia 151 unitats fiscals que integraven 394,5 persones, la mediana anual d'ingressos fiscals per persona era de 19.915 €.

### Activitats econòmiques
Dels 13 establiments que hi havia el 2007, 1 era d'una empresa extractiva, 7 d'empreses de construcció, 2 d'empreses de comerç i reparació d'automòbils, 1 d'una empresa de transport, 1 d'una empresa d'hostatgeria i restauració i 1 d'una empresa de serveis.
Dels 8 establiments de servei als particulars que hi havia el 2009, 2 eren guixaires pintors, 4 fusteries, 1 lampisteria i 1 restaurant.
L'any 2000 a Chepy hi havia 9 explotacions agrícoles que ocupaven un total de 654 hectàrees.

## Poblacions més properes
El següent diagrama mostra les poblacions més properes.